# Championnat du Portugal de football 2023-2024
Navigation
Saison 2022-2023 Saison 2024-2025
Le Championnat du Portugal de football 2023-2024, ou Liga Portugal Betclic 2023-2024, est la 90e édition du championnat du Portugal de football.
Le SL Benfica remet son titre en jeu.

## Organisation de la compétition
Dix-huit équipes s'affrontent selon le principe des matches aller et retour, au fil de trente-quatre journées. Les quinze équipes les mieux classées de la saison précédente composent l'élite du football portugais. Elles sont rejointes par les trois équipes promues de la Liga Portugal 2 SABSEG 2022-2023.
À l'issue de la saison, cinq places qualificatives pour les compétitions européennes sont attribuées aux quatre équipes les mieux classées, ainsi qu'au vainqueur de la coupe nationale.
Deux places sont qualificatives pour la Ligue des champions de l'UEFA 2024-2025, qui sont attribuées aux deux premiers, une pour la phase de ligue, l'autre donnant accès au troisième tour de qualification pour non-champions.
Deux autres places donnent accès pour l'équipe classée en troisième position et au vainqueur de la Taça de Portugal 2023-2024, à la Ligue Europa 2024-2025 respectivement pour le deuxième tour de qualification et pour la phase de ligue.
Une dernière place donne accès, pour l'équipe classée en quatrième position à la Ligue Conférence 2024-2025 pour le deuxième tour de qualification.
Si le vainqueur de la coupe nationale est également qualifié pour la Ligue des champions, alors son accès direct à la phase de ligue de la Ligue Europa est attribué à l'équipe classée en troisième position. Ceci décale l'ordre d'attribution des places qualificatives en Ligue Europa : le quatrième accède donc au deuxième tour de qualification et en Ligue Conférence : le cinquième accède donc au deuxième tour de qualification.
À l'inverse, les clubs finissant aux 17e et 18e places sont relégués en Liga Portugal 2 SABSEG 2024-2025. Le 16e dispute un barrage de maintien/relégation pour tenter de se maintenir.

### Critères de départage
Chaque équipe reçoit trois points pour une victoire, un pour un match nul et aucun en cas de défaite.
Durant la compétition
- Il est important de préciser que pour établir le classement journée par journée, les critères appliqués pour le départage des clubs sont les suivants :

1. Plus grand nombre de points obtenus par les clubs à égalité, en confrontation directe
2. Plus grande différence de buts particulière entre les clubs à égalité
3. Plus grand nombre de buts marqués à l'extérieur entre les clubs à égalité, en confrontation directe
4. Plus grande différence de buts sur l'ensemble de la compétition
5. Plus grand nombre de victoires sur l'ensemble de la compétition
6. Plus grand nombre de buts marqués sur l'ensemble de la compétition

- Si les deux matches (aller et retour) entre les équipes à égalités n'ont pas encore été joués, les critères 2. et 3. qui sont prévus ne seront pas appliqués.
- Si malgré tout, après avoir appliqué les précédents critères, il subsiste deux clubs ou plus en situation d'égalité, il est alors attribué à tous la même position dans le classement.

À l'issue du championnat
- La Ligue portugaise de football professionnel (LPFP) a déterminé que le départage des équipes se retrouvant avec égalité de nombre de points, se fait comme suit, selon l'ordre de priorité :

1. Plus grand nombre de points obtenus par les clubs à égalité, en confrontation directe
2. Plus grande différence de buts particulière entre les clubs à égalité
3. Plus grand nombre de buts marqués à l'extérieur entre les clubs à égalité, en confrontation directe
4. Plus grande différence de buts sur l'ensemble de la compétition
5. Plus grand nombre de victoires sur l'ensemble de la compétition
6. Plus grand nombre de buts marqués sur l'ensemble de la compétition

- Si, malgré l'application successive de tous les critères établis dans l'article ci-dessus, il subsiste encore une situation d'égalité, le départage se fait comme suit :

En cas d'égalité entre deux clubs, seulement :
1. Réaliser un match d'appui entre les deux clubs, sur terrain neutre désigné par la LPFP
2. Si, à la fin du temps réglementaire, l'égalité subsiste, une période de prolongation de trente minutes, divisée en deux périodes de quinze minutes chacune, sera alors accordée
3. S'il subsiste encore une situation d'égalité à la fin de la période de prolongation, la désignation du vainqueur se fera par le biais d'une séance de tirs au but, en accord avec les Lois du Jeu

En cas d'égalité entre plus de deux clubs :
1. Réaliser une compétition en toute ronde simple, sur terrain neutre, pour désigner le vainqueur
2. Si, à la fin de cette compétition, aucun vainqueur n'a été désigné, et qu'il reste deux équipes ou plus en situation d'égalité, procéder alors au départage en reprenant tous les critères depuis le début

Source : ligaportugal.pt

## Les clubs participants
| Club                  | Présent depuis | Classement 2022-2023 | Entraîneur          | Stade                                         | Capacité théorique |
| --------------------- | -------------- | -------------------- | ------------------- | --------------------------------------------- | ------------------ |
| SL Benfica            | 1934           | 1                    | Roger Schmidt       | Estádio da Luz                                | 65 647             |
| FC Porto              | 1934           | 2                    | Sérgio Conceição    | Estádio do Dragão                             | 50 033             |
| SC Braga              | 1974           | 3                    | Rui Duarte          | Estádio Municipal de Braga                    | 30 286             |
| Sporting CP           | 1934           | 4                    | Rúben Amorim        | Estádio José Alvalade XXI                     | 50 095             |
| FC Arouca             | 2021           | 5                    | Daniel Sousa        | Estádio Municipal de Arouca                   | 5 000              |
| Vitória SC            | 2007           | 6                    | Álvaro Pacheco      | Estádio D. Afonso Henriques                   | 30 000             |
| GD Chaves             | 2022           | 7                    | Moreno              | Estádio Municipal Eng. Manuel Branco Teixeira | 9 000              |
| FC Famalicão          | 2019           | 8                    | Armando Evangelista | Estádio Municipal 22 de Junho                 | 5 305              |
| Boavista FC           | 2014           | 9                    | Jorge Simão         | Estádio do Bessa XXI                          | 28 263             |
| Casa Pia AC           | 2022           | 10                   | Gonçalo Santos      | Estádio Municipal de Rio Maior                | 12 000             |
| FC Vizela             | 2021           | 11                   | Rubén de la Barrera | Estádio do FC Vizela                          | 6 000              |
| Rio Ave FC            | 2022           | 12                   | Luís Freire         | Estádio do Rio Ave FC                         | 12 815             |
| Gil Vicente FC        | 2019           | 13                   | Tozé Marreco        | Estádio Cidade de Barcelos                    | 12 568             |
| GD Estoril-Praia      | 2021           | 14                   | Vasco Seabra        | Estádio António Coimbra da Mota               | 8 015              |
| Portimonense SC       | 2017           | 15                   | Paulo Sérgio        | Estádio de Portimão                           | 9 200              |
| Moreirense FC         | 2023           | 1er (LP2)            | Rui Borges          | Parque Comendador Joaquim de Almeida Freitas  | 6 153              |
| SC Farense            | 2023           | 2e (LP2)             | José Mota           | Estádio de São Luís                           | 12 000             |
| CF Estrela da Amadora | 2023           | 3e (LP2)             | Sérgio Vieira       | Estádio José Gomes                            | 9 288              |

| \| Arouca Benfica Lisbonne Boavista Braga CF Estrela Famalicão Gil Vicente Moreirense FC Portimonense SC FC Porto Vizela Sporting CP V. Guimarães Estoril Rio Ave Casa Pia Chaves SC Farense \| Clubs participants du Portugal Continental. |
| Arouca Benfica Lisbonne Boavista Braga CF Estrela Famalicão Gil Vicente Moreirense FC Portimonense SC FC Porto Vizela Sporting CP V. Guimarães Estoril Rio Ave Casa Pia Chaves SC Farense                                                   |

## Compétition

### Classement
| Rang | Équipe                  | Pts | J  | G  | N  | P  | Bp | Bc | Diff |
| ---- | ----------------------- | --- | -- | -- | -- | -- | -- | -- | ---- |
| 1    | Sporting CP             | 90  | 34 | 29 | 3  | 2  | 96 | 29 | +67  |
| 2    | SL Benfica T S          | 80  | 34 | 25 | 5  | 4  | 77 | 28 | +49  |
| 3    | FC Porto C              | 72  | 34 | 22 | 6  | 6  | 63 | 27 | +36  |
| 4    | SC Braga L              | 68  | 34 | 21 | 5  | 8  | 71 | 50 | +21  |
| 5    | Vitória SC              | 63  | 34 | 19 | 6  | 9  | 52 | 38 | +14  |
| 6    | Moreirense FC P         | 55  | 34 | 16 | 7  | 11 | 36 | 35 | +1   |
| 7    | FC Arouca               | 46  | 34 | 13 | 7  | 14 | 54 | 50 | +4   |
| 8    | FC Famalicão            | 42  | 34 | 10 | 12 | 12 | 37 | 41 | -4   |
| 9    | Casa Pia AC             | 38  | 34 | 10 | 8  | 16 | 38 | 50 | -12  |
| 10   | SC Farense P            | 37  | 34 | 10 | 7  | 17 | 46 | 51 | -5   |
| 11   | Rio Ave FC              | 37  | 34 | 6  | 19 | 9  | 38 | 43 | -5   |
| 12   | Gil Vicente FC          | 36  | 34 | 9  | 9  | 16 | 42 | 52 | -10  |
| 13   | GD Estoril-Praia        | 33  | 34 | 9  | 6  | 19 | 49 | 58 | -9   |
| 14   | CF Estrela da Amadora P | 33  | 34 | 7  | 12 | 15 | 33 | 53 | -20  |
| 15   | Boavista FC             | 32  | 34 | 7  | 11 | 16 | 39 | 62 | -23  |
| 16   | Portimonense SC         | 32  | 34 | 8  | 8  | 18 | 39 | 72 | -33  |
| 17   | FC Vizela               | 26  | 34 | 5  | 11 | 18 | 36 | 66 | -30  |
| 18   | GD Chaves               | 23  | 34 | 5  | 8  | 21 | 31 | 72 | -41  |

Ligue des champions 2024-2025
- 1er et 2e [n 1] : Phase de ligue

Ligue Europa 2024-2025
- C : Phase de ligue
- 4e : Deuxième tour de qualification

Ligue Conférence 2024-2025
- 5e : Deuxième tour de qualification

Relégations
- 16e : Participation au barrage de relégation
- 17e et 18e : Relégation en Liga Portugal 2

Abréviations
- T : Tenant du titre 2022-2023
- P : Promus de la Liga Portugal 2 SABSEG 2022-2023
- S : Vainqueur de la Supercoupe du Portugal 2023
- C : Vainqueur de la Coupe du Portugal 2023-2024
- L : Vainqueur de la Coupe de la Ligue 2023-2024

| Source : Classement officiel de la Liga Portugal Betclic 2023-2024. |

1. ↑  L'Atalanta Bergame, vainqueur de la Ligue Europa 2023-2024, étant directement qualifié via le championnat italien, sa place est laissée vacante et entraîne une redistribution des places (le meilleur coefficient UEFA, SL Benfica (79.000), est qualifié pour la phase de la ligue tandis que les deux équipes au meilleur coefficient UEFA du deuxième tour de qualification, le Slavia Prague (53.000) et le RB Salzbourg (50.000), sont promues au troisième tour de qualification.).
2. ↑  Le FC Porto, 3e du championnat, est déjà qualifié pour la Ligue Europa 2024-2025 en tant que vainqueur de la Coupe du Portugal 2023-2024, ce qui entraîne l'attribution de la cinquième place au deuxième tour de la Ligue Conférence.

### Résultats
| Résultats (▼dom., ►ext.)                                   | ARO | BEN | BOA | BRA | CPI | CHA | EST | EAM | FAM | FAR | GIL | MOR | POR | PTM | RIO | SPO | VIZ | VSC |
| FC Arouca                                                  |     | 0-3 | 2-1 | 0-1 | 0-1 | 0-2 | 4-3 | 0-0 | 3-2 | 2-1 | 3-0 | 0-1 | 3-2 | 1-1 | 2-2 | 0-3 | 5-0 | 1-3 |
| SL Benfica                                                 | 5-0 |     | 2-0 | 3-1 | 1-1 | 1-0 | 3-1 | 2-0 | 3-0 | 1-1 | 3-0 | 3-0 | 1-0 | 4-0 | 4-1 | 2-1 | 6-1 | 4-0 |
| Boavista FC                                                | 0-4 | 3-2 |     | 0-4 | 1-1 | 4-1 | 2-1 | 1-1 | 2-2 | 1-3 | 1-1 | 1-0 | 1-1 | 1-4 | 0-0 | 0-2 | 2-2 | 1-1 |
| SC Braga                                                   | 0-3 | 0-1 | 4-1 |     | 4-3 | 1-1 | 3-1 | 3-0 | 1-2 | 2-1 | 2-1 | 1-0 | 0-1 | 6-1 | 2-1 | 1-1 | 2-1 | 1-1 |
| Casa Pia AC                                                | 1-0 | 0-1 | 0-0 | 1-3 |     | 3-1 | 0-0 | 0-1 | 0-2 | 1-3 | 0-0 | 0-1 | 1-2 | 1-0 | 1-1 | 1-2 | 0-1 | 0-0 |
| GD Chaves                                                  | 1-5 | 0-2 | 2-1 | 2-4 | 1-3 |     | 2-2 | 2-2 | 0-1 | 1-1 | 4-2 | 1-2 | 0-3 | 2-3 | 0-0 | 0-3 | 2-1 | 1-2 |
| GD Estoril-Praia                                           | 1-2 | 0-1 | 1-2 | 0-1 | 4-0 | 4-0 |     | 1-0 | 1-0 | 4-0 | 1-3 | 1-3 | 1-0 | 1-0 | 2-0 | 0-1 | 2-2 | 1-3 |
| CF Estrela da Amadora                                      | 1-4 | 1-4 | 3-1 | 2-4 | 3-1 | 1-1 | 2-1 |     | 1-0 | 0-3 | 1-0 | 0-1 | 0-1 | 3-0 | 2-2 | 1-2 | 1-1 | 0-1 |
| FC Famalicão                                               | 1-0 | 2-0 | 1-1 | 1-2 | 1-2 | 2-2 | 1-1 | 0-0 |     | 1-0 | 3-1 | 0-0 | 0-3 | 2-2 | 2-1 | 0-1 | 3-2 | 1-3 |
| SC Farense                                                 | 2-0 | 1-3 | 2-0 | 3-1 | 0-3 | 5-0 | 3-2 | 0-0 | 1-1 |     | 1-0 | 0-1 | 1-3 | 1-3 | 1-1 | 2-3 | 0-0 | 1-2 |
| Gil Vicente FC                                             | 2-2 | 2-3 | 1-0 | 3-3 | 2-0 | 0-0 | 5-3 | 1-1 | 1-2 | 2-0 |     | 1-1 | 1-1 | 5-0 | 1-1 | 0-4 | 0-1 | 1-0 |
| Moreirense FC                                              | 1-0 | 0-0 | 1-1 | 2-3 | 1-4 | 1-0 | 2-1 | 2-2 | 1-0 | 1-0 | 0-1 |     | 1-2 | 5-2 | 0-0 | 0-2 | 1-0 | 1-0 |
| FC Porto                                                   | 1-1 | 5-0 | 2-1 | 2-0 | 3-1 | 1-0 | 0-1 | 2-0 | 2-2 | 2-1 | 2-1 | 5-0 |     | 1-0 | 0-0 | 2-2 | 4-1 | 1-2 |
| Portimonense SC                                            | 1-2 | 1-3 | 1-4 | 3-5 | 2-2 | 2-1 | 1-0 | 1-1 | 1-1 | 1-0 | 0-2 | 0-2 | 0-3 |     | 2-2 | 1-2 | 0-0 | 1-1 |
| Rio Ave FC                                                 | 1-1 | 1-1 | 2-0 | 0-0 | 1-0 | 2-0 | 1-1 | 1-1 | 1-1 | 3-4 | 3-0 | 0-4 | 1-2 | 2-0 |     | 3-3 | 1-1 | 2-1 |
| Sporting CP                                                | 2-1 | 2-1 | 6-1 | 5-0 | 8-0 | 3-0 | 5-1 | 3-2 | 1-0 | 3-2 | 3-1 | 3-0 | 2-0 | 3-0 | 2-0 |     | 3-2 | 3-0 |
| FC Vizela                                                  | 2-2 | 1-2 | 1-4 | 1-3 | 0-4 | 0-1 | 3-3 | 4-0 | 0-0 | 2-1 | 1-0 | 0-0 | 0-2 | 2-3 | 1-1 | 2-5 |     | 0-1 |
| Vitória SC                                                 | 2-1 | 2-2 | 1-0 | 2-3 | 0-2 | 5-0 | 3-2 | 3-0 | 1-0 | 1-1 | 2-1 | 1-0 | 1-2 | 1-2 | 1-0 | 3-2 | 2-0 |     |
| - Victoire à domicile - Match nul - Victoire à l'extérieur |     |     |     |     |     |     |     |     |     |     |     |     |     |     |     |     |     |     |

### Barrage de relégation
Le barrage de relégation se déroule sur deux matchs et oppose le seizième de Liga Portugal au troisième de Liga Portugal 2. Le vainqueur de ce barrage obtient une place pour le championnat du Portugal 2024-2025 tandis que le perdant va en Liga Portugal 2.
| Équipe               | Aller | Total | Retour | Équipe                |
| -------------------- | ----- | ----- | ------ | --------------------- |
| Portimonense SC (LP) | 1 - 2 | 2 - 4 | 1 - 2  | AVS Futebol SAD (LP2) |

| Match aller | Portimonense SC    | 1 - 2   | AVS Futebol SAD           | Estádio de Portimão      |                          |
| 25 mai 2024 | Teixeira 86e (csc) | (0 - 1) | 19e Correia · 47e Martins | Arbitrage : Luís Godinho | Arbitrage : Luís Godinho |
| 25 mai 2024 | Rapport            |         |                           | Arbitrage : Luís Godinho | Arbitrage : Luís Godinho |

| Match retour | AVS Futebol SAD           | 2 - 1   | Portimonense SC | Estádio do CD das Aves    |                           |
| 2 juin 2024  | Mercado 51e · Martins 89e | (0 - 0) | 90+5e Carrillo  | Arbitrage : João Pinheiro | Arbitrage : João Pinheiro |
| 2 juin 2024  | Rapport                   |         |                 | Arbitrage : João Pinheiro | Arbitrage : João Pinheiro |

- AVS Futebol SAD remporte le barrage et monte en première division.

## Statistiques

### Évolution du classement
| Journée →             | 1  | 2  | 3  | 4  | 5  | 6  | 7  | 8  | 9  | 10 | 11 | 12 | 13 | 14 | 15 | 16 | 17 | 18 | 19 | 20 | 21 | 22 | 23 | 24 | 25 | 26 | 27 | 28 | 29 | 30 | 31 | 32 | 33 | 34 | 1er | bar. | rel. |
| Équipe                |    |    |    |    |    |    |    |    |    |    |    |    |    |    |    |    |    |    |    |    |    |    |    |    |    |    |    |    |    |    |    |    |    |    |     |      |      |
| --------------------- | -- | -- | -- | -- | -- | -- | -- | -- | -- | -- | -- | -- | -- | -- | -- | -- | -- | -- | -- | -- | -- | -- | -- | -- | -- | -- | -- | -- | -- | -- | -- | -- | -- | -- | --- | ---- | ---- |
| FC Arouca             | 4  | 5  | 6  | 8  | 11 | 12 | 13 | 16 | 15 | 18 | 18 | 18 | 17 | 14 | 10 | 13 | 14 | 10 | 9  | 8  | 7  | 7  | 7  | 7  | 7  | 7  | 7  | 7  | 7  | 6  | 7  | 7  | 7  | 7  |     | 1    | 4    |
| SL Benfica            | 12 | 11 | 5  | 4  | 4  | 3  | 2  | 2  | 2  | 2  | 1  | 2  | 3  | 2  | 2  | 2  | 2  | 2  | 2  | 1  | 1  | 1  | 1  | 2  | 2  | 2  | 2  | 2  | 2  | 2  | 2  | 2  | 2  | 2  | 5   |      |      |
| Boavista FC           | 5  | 1  | 4  | 1  | 1  | 4  | 4  | 6  | 6  | 7  | 9  | 9  | 10 | 11 | 13 | 11 | 9  | 9  | 12 | 12 | 9  | 11 | 12 | 12 | 9  | 10 | 10 | 11 | 12 | 13 | 14 | 14 | 14 | 15 | 3   |      |      |
| SC Braga              | 14 | 10 | 11 | 7  | 8  | 6  | 5  | 4  | 5  | 4  | 4  | 4  | 4  | 4  | 4  | 4  | 4  | 4  | 4  | 4  | 4  | 4  | 4  | 4  | 4  | 4  | 4  | 4  | 4  | 4  | 4  | 4  | 4  | 4  |     |      |      |
| Casa Pia AC           | 2  | 8  | 7  | 9  | 6  | 8  | 10 | 10 | 13 | 13 | 15 | 11 | 13 | 10 | 12 | 8  | 10 | 12 | 13 | 14 | 16 | 12 | 11 | 10 | 11 | 11 | 9  | 9  | 9  | 9  | 9  | 11 | 12 | 9  |     | 1    |      |
| GD Chaves             | 16 | 16 | 18 | 18 | 18 | 18 | 18 | 14 | 14 | 17 | 17 | 17 | 16 | 18 | 18 | 18 | 18 | 18 | 17 | 17 | 18 | 17 | 17 | 17 | 18 | 18 | 18 | 18 | 17 | 17 | 17 | 17 | 18 | 18 |     | 3    | 29   |
| GD Estoril-Praia      | 10 | 9  | 12 | 16 | 17 | 17 | 17 | 18 | 18 | 16 | 13 | 14 | 12 | 13 | 9  | 12 | 13 | 15 | 15 | 11 | 12 | 14 | 13 | 15 | 16 | 14 | 12 | 13 | 13 | 14 | 11 | 13 | 13 | 13 |     | 3    | 5    |
| CF Estrela da Amadora | 15 | 15 | 14 | 13 | 15 | 14 | 15 | 11 | 9  | 10 | 12 | 12 | 9  | 9  | 11 | 10 | 11 | 13 | 14 | 16 | 14 | 16 | 15 | 16 | 13 | 13 | 15 | 15 | 15 | 15 | 15 | 15 | 15 | 14 |     | 3    |      |
| FC Famalicão          | 7  | 6  | 8  | 6  | 7  | 5  | 7  | 7  | 8  | 8  | 7  | 7  | 7  | 7  | 7  | 9  | 7  | 8  | 8  | 9  | 10 | 8  | 10 | 9  | 10 | 9  | 8  | 8  | 8  | 8  | 8  | 8  | 8  | 8  |     |      |      |
| SC Farense            | 17 | 17 | 10 | 15 | 10 | 11 | 12 | 13 | 12 | 9  | 8  | 8  | 8  | 8  | 8  | 7  | 8  | 7  | 7  | 7  | 8  | 9  | 8  | 11 | 12 | 12 | 13 | 10 | 10 | 10 | 10 | 9  | 9  | 10 |     |      | 2    |
| Gil Vicente FC        | 1  | 7  | 9  | 14 | 9  | 10 | 9  | 9  | 11 | 12 | 11 | 13 | 14 | 15 | 14 | 14 | 15 | 11 | 10 | 10 | 11 | 10 | 9  | 8  | 8  | 8  | 11 | 14 | 14 | 12 | 13 | 12 | 11 | 12 | 1   |      |      |
| Moreirense FC         | 13 | 14 | 15 | 10 | 16 | 9  | 8  | 8  | 7  | 6  | 5  | 6  | 6  | 6  | 6  | 6  | 6  | 6  | 6  | 6  | 6  | 6  | 6  | 6  | 6  | 6  | 6  | 6  | 6  | 7  | 6  | 6  | 6  | 6  |     | 1    |      |
| FC Porto              | 8  | 3  | 2  | 2  | 3  | 2  | 3  | 3  | 3  | 3  | 3  | 3  | 2  | 3  | 3  | 3  | 3  | 3  | 3  | 3  | 3  | 3  | 3  | 3  | 3  | 3  | 3  | 3  | 3  | 3  | 3  | 3  | 3  | 3  |     |      |      |
| Portimonense SC       | 18 | 18 | 17 | 17 | 13 | 16 | 11 | 12 | 10 | 11 | 10 | 10 | 11 | 12 | 15 | 16 | 12 | 14 | 11 | 13 | 15 | 13 | 16 | 14 | 15 | 16 | 16 | 16 | 16 | 16 | 16 | 16 | 16 | 16 |     | 12   | 4    |
| Rio Ave FC            | 3  | 12 | 13 | 11 | 12 | 15 | 16 | 17 | 17 | 15 | 16 | 16 | 15 | 16 | 16 | 15 | 16 | 16 | 16 | 15 | 13 | 15 | 14 | 13 | 14 | 15 | 14 | 12 | 11 | 11 | 12 | 10 | 10 | 11 |     | 8    | 2    |
| Sporting CP           | 6  | 2  | 3  | 3  | 2  | 1  | 1  | 1  | 1  | 1  | 2  | 1  | 1  | 1  | 1  | 1  | 1  | 1  | 1  | 2  | 2  | 2  | 2  | 1  | 1  | 1  | 1  | 1  | 1  | 1  | 1  | 1  | 1  | 1  | 24  |      |      |
| FC Vizela             | 11 | 13 | 16 | 12 | 14 | 13 | 14 | 15 | 16 | 14 | 14 | 15 | 18 | 17 | 17 | 17 | 17 | 17 | 18 | 18 | 17 | 18 | 18 | 18 | 17 | 17 | 17 | 17 | 18 | 18 | 18 | 18 | 17 | 17 |     | 2    | 22   |
| Vitória SC            | 9  | 4  | 1  | 5  | 5  | 7  | 6  | 5  | 4  | 5  | 6  | 5  | 5  | 5  | 5  | 5  | 5  | 5  | 5  | 5  | 5  | 5  | 5  | 5  | 5  | 5  | 5  | 5  | 5  | 5  | 5  | 5  | 5  | 5  | 1   |      |      |

En gras et italique, les équipes comptant un match en retard (exemple : 11 pour Braga à l’issue de la 3e journée)
1. ↑  Le match de la 3e journée opposant le Moreirense FC au SC Braga est reporté au 9 septembre 2023 (après la 4e journée).
2. ↑  Le match de la 20e journée opposant le FC Famalicão au Sporting CP est reporté à une date ultérieure.

### Résultat par matchs
| Journée →             | 1 | 2 | 3 | 4 | 5 | 6 | 7 | 8 | 9 | 10 | 11 | 12 | 13 | 14 | 15 | 16 | 17 | 18 | 19 | 20 | 21 | 22 | 23 | 24 | 25 | 26 | 27 | 28 | 29 | 30 | 31 | 32 | 33 | 34 |
| Équipe ↓              | 1 | 2 | 3 | 4 | 5 | 6 | 7 | 8 | 9 | 10 | 11 | 12 | 13 | 14 | 15 | 16 | 17 | 18 | 19 | 20 | 21 | 22 | 23 | 24 | 25 | 26 | 27 | 28 | 29 | 30 | 31 | 32 | 33 | 34 |
| --------------------- | - | - | - | - | - | - | - | - | - | -- | -- | -- | -- | -- | -- | -- | -- | -- | -- | -- | -- | -- | -- | -- | -- | -- | -- | -- | -- | -- | -- | -- | -- | -- |
| FC Arouca             | V | N | N | N | D | D | D | D | D | D  | D  | V  | N  | V  | V  | D  | D  | V  | V  | V  | V  | D  | V  | V  | D  | D  | V  | V  | V  | N  | N  | N  | D  | D  |
| SL Benfica            | D | V | V | V | V | V | V | V | N | V  | V  | N  | N  | V  | V  | V  | V  | V  | V  | V  | N  | V  | V  | D  | V  | V  | V  | D  | V  | V  | V  | D  | V  | N  |
| Boavista FC           | V | V | N | V | V | D | N | N | D | D  | D  | D  | D  | N  | D  | N  | V  | D  | D  | N  | V  | D  | D  | N  | V  | D  | N  | D  | D  | N  | D  | N  | D  | N  |
| SC Braga              | D | V | V | N | D | V | V | V | N | V  | V  | V  | V  | D  | V  | N  | D  | V  | N  | V  | D  | V  | V  | V  | N  | V  | V  | D  | V  | V  | D  | V  | V  | D  |
| Casa Pia AC           | V | D | N | N | V | N | D | D | N | D  | D  | V  | D  | V  | D  | V  | D  | D  | D  | N  | D  | V  | V  | N  | D  | D  | V  | N  | N  | D  | V  | D  | D  | V  |
| GD Chaves             | D | D | D | D | D | N | V | V | D | D  | D  | V  | D  | D  | D  | N  | D  | N  | N  | N  | D  | V  | N  | D  | N  | D  | D  | D  | V  | N  | D  | D  | D  | D  |
| GD Estoril-Praia      | D | V | D | D | D | N | D | D | D | V  | V  | D  | V  | N  | V  | D  | D  | D  | N  | V  | D  | D  | N  | D  | D  | V  | V  | N  | D  | N  | V  | D  | D  | D  |
| CF Estrela da Amadora | D | D | V | N | D | N | D | V | V | D  | D  | N  | V  | N  | D  | N  | N  | D  | D  | D  | V  | D  | N  | D  | V  | N  | D  | N  | N  | N  | D  | D  | D  | V  |
| FC Famalicão          | V | N | D | V | N | V | N | D | D | V  | N  | D  | N  | N  | D  | N  | V  | D  | D  | D  | N  | V  | D  | N  | D  | N  | V  | V  | N  | N  | D  | V  | V  | D  |
| SC Farense            | D | D | V | D | V | D | D | N | V | V  | V  | D  | N  | N  | D  | V  | D  | V  | D  | N  | N  | D  | D  | D  | D  | N  | D  | V  | N  | D  | V  | V  | D  | D  |
| Gil Vicente FC        | V | D | D | D | V | D | V | D | N | D  | N  | D  | N  | D  | V  | D  | N  | V  | V  | D  | D  | V  | N  | N  | N  | D  | D  | D  | D  | V  | N  | N  | V  | N  |
| Moreirense FC         | D | N | D | V | D | V | V | N | V | V  | V  | N  | N  | V  | N  | D  | V  | D  | V  | D  | V  | D  | V  | N  | D  | V  | D  | N  | D  | D  | V  | V  | V  | V  |
| FC Porto              | V | V | V | N | V | V | D | V | V | D  | V  | V  | V  | D  | V  | N  | V  | V  | V  | N  | D  | V  | N  | V  | V  | V  | D  | D  | N  | V  | N  | V  | V  | V  |
| Portimonense SC       | D | D | N | N | V | D | V | D | V | D  | V  | D  | N  | D  | D  | D  | V  | D  | V  | D  | D  | N  | D  | N  | D  | D  | D  | V  | N  | N  | D  | D  | N  | V  |
| Rio Ave FC            | V | D | D | N | N | D | D | D | D | V  | N  | N  | N  | N  | D  | V  | D  | N  | N  | N  | V  | D  | N  | N  | N  | N  | N  | V  | N  | N  | N  | V  | N  | N  |
| Sporting CP           | V | V | V | N | V | V | V | V | V | V  | D  | V  | D  | V  | V  | V  | V  | V  | V  | V  | V  | V  | N  | V  | V  | V  | V  | V  | V  | V  | N  | V  | V  | V  |
| FC Vizela             | D | N | D | V | D | N | D | N | D | V  | N  | D  | D  | N  | N  | N  | D  | D  | D  | D  | V  | D  | N  | N  | V  | D  | D  | D  | D  | D  | N  | D  | V  | N  |
| Vitória SC            | V | V | V | D | D | N | V | V | V | D  | D  | V  | V  | N  | V  | N  | V  | V  | D  | V  | N  | N  | D  | V  | V  | V  | V  | V  | N  | D  | V  | D  | D  | V  |

| Légende : | V = Victoire |  | N = Nul |  | D = Défaite |

Séries de victoires : 8
- Sporting CP (de la 14e à la 22e journée) (hors 20e journée)
- Sporting CP (de la 24e à la 30e journée) (plus 20e journée)

Séries de matchs sans défaite : 22
- SL Benfica (de la 2e à la 23e journée)

Séries de défaites : 7
- FC Arouca (de la 5e à la 11e journée)

Séries de matchs sans victoire : 11
- Boavista FC (de la 6e à la 16e journée)

|    | Buteur           | Club         | Buts |
| -- | ---------------- | ------------ | ---- |
| 1  | Viktor Gyökeres  | Sporting CP  | 29   |
| 2  | Simon Banza      | SC Braga     | 21   |
| 3  | Rafa Mújica      | FC Arouca    | 20   |
| 4  | Paulinho         | Sporting CP  | 15   |
| 4  | Jhonder Cádiz    | FC Famalicão | 15   |
| 4  | Samuel Essende   | FC Vizela    | 15   |
| 4  | Cristo           | FC Arouca    | 15   |
| 8  | Rafa Silva       | SL Benfica   | 14   |
| 8  | Héctor Hernández | GD Chaves    | 14   |
| 10 | Evanilson        | FC Porto     | 13   |
| 10 | Bruno Duarte     | SC Farense   | 13   |

| Source : Classement officiel des buteurs de la Liga Portugal Betclic 2023-2024. |

|    | Passeur         | Club        | Passes |
| -- | --------------- | ----------- | ------ |
| 1  | Pedro Gonçalves | Sporting CP | 12     |
| 1  | Rafa Silva      | SL Benfica  | 12     |
| 3  | Ángel Di María  | SL Benfica  | 10     |
| 3  | Nuno Santos     | Sporting CP | 10     |
| 5  | Viktor Gyökeres | Sporting CP | 9      |
| 5  | Cristo          | FC Arouca   | 9      |
| 7  | Orkun Kökçü     | SL Benfica  | 8      |
| 7  | David Neres     | SL Benfica  | 8      |
| 9  | 5 joueurs       |             | 7      |
| 10 | 7 joueurs       |             | 6      |

| Source : Classement officiel des passeurs de la Liga Portugal Betclic 2023-2024. |

## Titres honorifiques et récompenses individuelles
| Mois      | Joueur du mois  | Joueur du mois | Entraîneur du mois | Entraîneur du mois | But du mois     | But du mois  |
| Mois      | Joueur          | Club           | Entraîneur         | Club               | Joueur          | Club         |
| --------- | --------------- | -------------- | ------------------ | ------------------ | --------------- | ------------ |
| Août      | Paulinho        | Sporting CP    | Petit              | Boavista FC        | Tiago Silva     | Vitória SC   |
| Septembre | Viktor Gyökeres | Sporting CP    | Rúben Amorim       | Sporting CP        | Orkun Kökçü     | SL Benfica   |
| Octobre   | Viktor Gyökeres | Sporting CP    | Tiago Aguiar       | Moreirense FC      | Rafael Barbosa  | SC Farense   |
| Novembre  | Viktor Gyökeres | Sporting CP    | Tiago Aguiar       | Moreirense FC      | Rafael Barbosa  | SC Farense   |
| Décembre  | Viktor Gyökeres | Sporting CP    | Rúben Amorim       | Sporting CP        | Théo Fonseca    | FC Famalicão |
| Janvier   | Viktor Gyökeres | Sporting CP    | Rúben Amorim       | Sporting CP        | João Mendes     | Vitória SC   |
| Février   | Rafa Mújica     | FC Arouca      | Daniel Sousa       | FC Arouca          | Sorriso         | FC Famalicão |
| Mars      | Jota Silva      | Vitória SC     | Rúben Amorim       | Sporting CP        | Felippe Cardoso | Casa Pia AC  |
| Avril     | Viktor Gyökeres | Sporting CP    | Rúben Amorim       | Sporting CP        | Tomás Händel    | Vitória SC   |

| Mois      | Gardien du mois | Gardien du mois | Défenseur du mois | Défenseur du mois | Milieu du mois  | Milieu du mois | Attaquant du mois | Attaquant du mois |
| Mois      | Joueur          | Club            | Joueur            | Club              | Joueur          | Club           | Joueur            | Club              |
| --------- | --------------- | --------------- | ----------------- | ----------------- | --------------- | -------------- | ----------------- | ----------------- |
| Août      | Bruno Varela    | Vitória SC      | Iván Marcano      | FC Porto          | Gaïus Makouta   | Boavista FC    | Paulinho          | Sporting CP       |
| Septembre | Luiz Júnior     | FC Famalicão    | Ousmane Diomande  | Sporting CP       | João Neves      | SL Benfica     | Viktor Gyökeres   | Sporting CP       |
| Octobre   | Luiz Júnior     | FC Famalicão    | António Silva     | SL Benfica        | João Neves      | SL Benfica     | Viktor Gyökeres   | Sporting CP       |
| Novembre  | Luiz Júnior     | FC Famalicão    | António Silva     | SL Benfica        | João Neves      | SL Benfica     | Viktor Gyökeres   | Sporting CP       |
| Décembre  | Ricardo Velho   | SC Farense      | Gonçalo Inácio    | Sporting CP       | João Neves      | SL Benfica     | Viktor Gyökeres   | Sporting CP       |
| Janvier   | Diogo Costa     | FC Porto        | Gonçalo Inácio    | Sporting CP       | Rodrigo Zalazar | SC Braga       | Viktor Gyökeres   | Sporting CP       |
| Février   | Ricardo Velho   | SC Farense      | António Silva     | SL Benfica        | João Neves      | SL Benfica     | Rafa Mújica       | FC Arouca         |
| Mars      | Charles         | Vitória SC      | Pepe              | FC Porto          | João Neves      | SL Benfica     | Jota Silva        | Vitória SC        |
| Avril     | Ricardo Velho   | SC Farense      | Gonçalo Inácio    | Sporting CP       | Pedro Gonçalves | Sporting CP    | Viktor Gyökeres   | Sporting CP       |

| Saison    | Meilleur joueur de l'année | Meilleur joueur de l'année | Entraîneur de l'année | Entraîneur de l'année | But de l'année | But de l'année |
| Saison    | Joueur                     | Club                       | Entraîneur            | Club                  | Joueur         | Club           |
| --------- | -------------------------- | -------------------------- | --------------------- | --------------------- | -------------- | -------------- |
| 2023-2024 | Viktor Gyökeres            | Sporting CP                | Rúben Amorim          | Sporting CP           | João Mendes    | Vitória SC     |

| Gardien de but             | Défenseurs | Milieux de terrain                                                                  | Attaquants                                                                    |
| -------------------------- | --- | ----------------------------------------------------------------------------------- | ----------------------------------------------------------------------------- |
| Ricardo Velho (SC Farense) | Gonçalo Inácio (Sporting CP) Sebastián Coates (Sporting CP) Ousmane Diomande (Sporting CP) Costinha (Rio Ave FC) | Pedro Gonçalves (Sporting CP) Morten Hjulmand (Sporting CP) João Neves (SL Benfica) | Jota Silva (Vitória SC) Viktor Gyökeres (Sporting CP) Rafa Mújica (FC Arouca) |

## Clubs engagés dans les compétitions de l'UEFA
Dernière mise à jour : 18 avril 2024
| Club        | Compétition             | Résultat                                   | Ultime(s) adversaire(s) | Ultime(s) adversaire(s) | Ultime(s) adversaire(s) |
| ----------- | ----------------------- | ------------------------------------------ | ----------------------- | ----------------------- | ----------------------- |
| FC Porto    | Ligue des champions     | Huitièmes de finale                        | Arsenal FC              | Arsenal FC              | Arsenal FC              |
| SL Benfica  | Ligue des champions     | Phase de groupes                           | Real Sociedad           | Inter Milan             | RB Salzbourg            |
| SC Braga    | Ligue des champions     | Phase de groupes                           | Real Madrid             | SSC Naples              | Union Berlin            |
| SL Benfica  | Ligue Europa            | Quarts de finale                           | Olympique de Marseille  | Olympique de Marseille  | Olympique de Marseille  |
| Sporting CP | Ligue Europa            | Huitièmes de finale                        | Atalanta Bergame        | Atalanta Bergame        | Atalanta Bergame        |
| SC Braga    | Ligue Europa            | Barrages de la phase à élimination directe | Qarabağ FK              | Qarabağ FK              | Qarabağ FK              |
| FC Arouca   | Ligue Europa Conférence | 3e tour de qualification                   | SK Brann                | SK Brann                | SK Brann                |
| Vitória SC  | Ligue Europa Conférence | 2e tour de qualification                   | NK Celje                | NK Celje                | NK Celje                |

## Bilan de la saison
| Championnat du Portugal de football 2023-2024          |                         |
| Champion                                               | Sporting CP (20e titre) |
| Coupes et trophées                                     |                         |
| Vainqueur de la Coupe du Portugal 2023-2024            | FC Porto                |
| Vainqueur de la Coupe de la Ligue portugaise 2023-2024 | SC Braga                |
| Vainqueur de la Supercoupe du Portugal 2023            | SL Benfica              |
| Qualifications continentales                           |                         |
| Ligue des champions 2024-2025                          | Sporting CP             |
| Ligue des champions 2024-2025                          | SL Benfica              |
| Ligue Europa 2024-2025                                 | FC Porto                |
| Ligue Europa 2024-2025                                 | SC Braga                |
| Ligue Conférence 2024-2025                             | Vitória SC              |
| Promotions et relégations                              |                         |
| Promus en Liga Portugal Betclic                        | CD Santa Clara          |
| Promus en Liga Portugal Betclic                        | CD Nacional             |
| Promus en Liga Portugal Betclic                        | AVS Futebol SAD         |
| Relégués en Liga Portugal 2 SABSEG                     | Portimonense SC         |
| Relégués en Liga Portugal 2 SABSEG                     | FC Vizela               |
| Relégués en Liga Portugal 2 SABSEG                     | GD Chaves               |